# APEX2
APEX2 (англ. Apurinic/apyrimidinic endodeoxyribonuclease 2) – білок, який кодується однойменним геном, розташованим у людей на короткому плечі X-хромосоми. Довжина поліпептидного ланцюга білка становить 518 амінокислот, а молекулярна маса — 57 401.
| 10         |  | 20         |  | 30         |  | 40         |  | 50         |
| ---------- |  | ---------- |  | ---------- |  | ---------- |  | ---------- |
| MLRVVSWNIN |  | GIRRPLQGVA |  | NQEPSNCAAV |  | AVGRILDELD |  | ADIVCLQETK |
| VTRDALTEPL |  | AIVEGYNSYF |  | SFSRNRSGYS |  | GVATFCKDNA |  | TPVAAEEGLS |
| GLFATQNGDV |  | GCYGNMDEFT |  | QEELRALDSE |  | GRALLTQHKI |  | RTWEGKEKTL |
| TLINVYCPHA |  | DPGRPERLVF |  | KMRFYRLLQI |  | RAEALLAAGS |  | HVIILGDLNT |
| AHRPIDHWDA |  | VNLECFEEDP |  | GRKWMDSLLS |  | NLGCQSASHV |  | GPFIDSYRCF |
| QPKQEGAFTC |  | WSAVTGARHL |  | NYGSRLDYVL |  | GDRTLVIDTF |  | QASFLLPEVM |
| GSDHCPVGAV |  | LSVSSVPAKQ |  | CPPLCTRFLP |  | EFAGTQLKIL |  | RFLVPLEQSP |
| VLEQSTLQHN |  | NQTRVQTCQN |  | KAQVRSTRPQ |  | PSQVGSSRGQ |  | KNLKSYFQPS |
| PSCPQASPDI |  | ELPSLPLMSA |  | LMTPKTPEEK |  | AVAKVVKGQA |  | KTSEAKDEKE |
| LRTSFWKSVL |  | AGPLRTPLCG |  | GHREPCVMRT |  | VKKPGPNLGR |  | RFYMCARPRG |
| PPTDPSSRCN |  | FFLWSRPS   |  |            |  |            |  |            |

A: Аланін

C: Цистеїн

D: Аспарагінова кислота

E: Глутамінова кислота

F: Фенілаланін

G: Гліцин

H: Гістидин

I: Ізолейцин

K: Лізин

L: Лейцин

M: Метіонін

N: Аспарагін

P: Пролін

Q: Глутамін

R: Аргінін

S: Серин

T: Треонін

V: Валін

W: Триптофан

Кодований геном білок за функціями належить до ліаз, гідролаз, екзонуклеаз, нуклеаз, ендонуклеаз. 
Задіяний у таких біологічних процесах, як клітинний цикл, пошкодження ДНК, репарація ДНК, рекомбінація ДНК. 
Білок має сайт для зв'язування з іонами металів, ДНК, іоном магнію. 
Локалізований у цитоплазмі, ядрі, мітохондрії.